# Karácsonyi Magda
Karácsonyi Magda (Budapest, 1929. április 3. –) magyar színésznő.

## Életpályája
1947-ben az Országos Színészegyesület Színészképző Iskoláját végezte el. Pályáját Győrben kezdte, majd 1949-től Miskolci Nemzeti Színházban játszott. 1954-ben a Fővárosi Operettszínházban szerepelt. 1955-től a Szegedi Nemzeti Színházhoz szerződött. 1957-től a szolnoki Szigligeti Színház társulatához tartozott. 1960-tól egy évadot az egri Gárdonyi Géza Színháznál töltött. 1961-ben fellépett a Bartók Teremben. 1961-től az Állami Déryné Színháznál is játszott. 1961-ben a Szovjetunióban, 1962-ben Karl–Marx–Stadtban, 1964-ben Rostockban, 1968-ban Svédországban és Finnországban, 1974-ben az NSZK-ban vendégszerepelt.
Férje Benkő Béla is színész volt.

## Színházi szerepeiből
- Jacques Offenbach: A gerolsteini nagyhercegnő... Eszti
- Johann Strauss: A denevér... Adél
- Johann Strauss: Egy éj Velencében... Ciboletta
- Johann Strauss: Bécsi diákok... Erzsi
- Borisz Leontyevics Gorbatov: Apák ifjúsága... Maruszja
- Anton Pavlovics Csehov: Három nővér... Irina
- Vlagyimir Vlagyimirovics Scserbacsov: Dohányon vett kapitány... Niniche, fogadósné
- Jurij Szergejevics Miljutyin: Havasi kürt... Vaszilina, Kosub unokája
- Jurij Szergejevics Miljutyin: Nyugtalan boldogság... Natasa Malinyina
- Carl Zeller: Madarász... Mária
- Guido Masanetz: Hotel Nevada... Virginia
- Vörösmarty Mihály: Csongor és Tünde... Ledér
- Mikszáth Kálmán – Benedek András: A szelistyei asszonyok... Vuca
- Mikszáth Kálmán – Harsányi Zsolt: A vén gazember... Inokayné
- Mikszáth Kálmán – Szőllősy András: Szépasszony madara... Kati, Paksiné szolgálója
- Mikszáth Kálmán – Innocent-Vincze Ernő: Farkas a havason... Ileanka
- Szűcs György: Elveszem a feleségem... Kelemen Judith
- Csizmarek Mátyás: Balkezes bajnok... Lici
- Hárs László: Ki a győztes?... Panni
- Székely Endre – Innocent-Vincze Ernő – Hámos György: Aranycsillag... Zsuzsi
- Komjáti Károly: A harapós férj... Zeller Cilike
- Ábrahám Pál: Bál a Savoyban... Madleine
- Kacsóh Pongrác: János vitéz... Iluska; Francia királylány; Boszorkány
- Kálmán Imre: Csárdáskirálynő...  Szilvia
- Kálmán Imre: A cirkuszhercegnő... Fedora Palinska
- Kálmán Imre: Bajadér... Darimonde Odette
- Berté Henrik: Három a kislány... Médi
- Lehár Ferenc: Luxemburg grófja... Angela
- Lehár Ferenc: Vándordiák... Sárika, Drághy leánya
- Farkas Ferenc: Csínom Palkó... Éduska
- Szántó Armand – Szécsén Mihály – De Fries Károly: Ilyenek a férfiak... Margó
- Eisemann Mihály – Baróti Géza: Bástyasétány 77... Anna
- Zerkovitz Béla: Csókos asszony... Katóka